# UD Socuéllamos
UD Socuéllamos is een Spaanse voetbalclub uit Socuéllamos in de provincie Ciudad Real. Opgericht in 1924 speelt de ploeg sinds seizoen 2021-2022 in de Segunda División RFEF, het vierde niveau van het Spaans voetbal.
Tussen 1963 en 1968 speelde de ploeg voor de eerste maal in haar geschiedenis op het toenmalige derde niveau van het Spaans voetbal, de Tercera División.  
De ploeg kende van  2014 tot en met 2017 een tweede periode op dit niveau, toen de Segunda División B genaamd.  
Deze plek werd opnieuw veroverd in 2020. Het overgangsseizoen 2020-2021 was heel competitief. De ploeg werd voor de eerste ronde ingedeeld in Subgroep 5B en deze ronde verliep heel moeilijk waardoor de ploeg op de negende plaats eindigde van tien ploegen.  De tweede ronde daarentegen klom de ploeg op naar een tweede plaats, net genoeg voor de nieuwe reeks Segunda División RFEF. Zo speelde de ploeg tijdens seizoen 2021-2022 weer op  het nieuwe vierde niveau van het Spaans voetbal.
Atlético Baleares ·
CD Badajoz ·
CD Don Benito ·
Extremadura UD ·
Getafe CF B ·
Las Rozas CF ·
Atlético Madrid B ·
CF Internacional de Madrid ·
Real Madrid Castilla ·
UD Melilla ·
Mérida AD ·
CDA Navalcarnero ·
UD Poblense ·
Rayo Majadahonda ·
SS Reyes ·
UD Socuéllamos ·
CF Talavera de la Reina ·
CF Villanovense ·
Villarrubia CF ·
CP Villarrobledo